# Рудня (Октябрьский район)
Рудня (бел. Ру́дня) — упразднённая деревня в Октябрьском районе Гомельской области Беларуси. В 1954 году территория деревни вошла в состав новообразованного городского поселка Октябрьский.

## География
Располагалась на крайнем юго-востоке современного городского посёлка Октябрьский.

## История
Первые письменные упоминания о деревне Рудня относятся к XVIII веку, когда она входила в имение Рудобелка, принадлежавшее Доминику Лаппе.
На 1908 год — в Рудобельской волости Бобруйского уезда Минской губернии.
С 1924 года — в Глусском, с 28 июня 1939 года — Октябрьском районе.
Во время Великой Отечественной войны один из центров Октябрьско-Любанской партизанской зоны. 2 апреля 1942 года в ходе карательной операции «Бамберг», проводившейся под руководством генерала Максимилиана фон Шенкендорфа,немцы из 707-й пехотной дивизии Вермахта, 315-го полицейского батальона и прочих подразделений полностью сожгли деревню вместе с жителями (341 человек, включая 161 ребенка), в том числе из соседних деревень (всего погибло более 800 человек). После войны деревня не возродилась, увековечена в мемориальном комплексе Хатынь. На месте деревни поставлен обелиск.
31 августа 1954 года — территория бывшей деревни вошла в состав городского посёлка Октябрьский.

## Население

### Численность
- 1940 год — 75 дворов, 361 житель

### Динамика
- 1908 год — 37 дворов, 297 жителей
- 1920 год — 291 житель
- 1940 год — 75 дворов, 361 житель

## Достопримечательность
- Обелиск